# Grupo Helsinki de Moscú

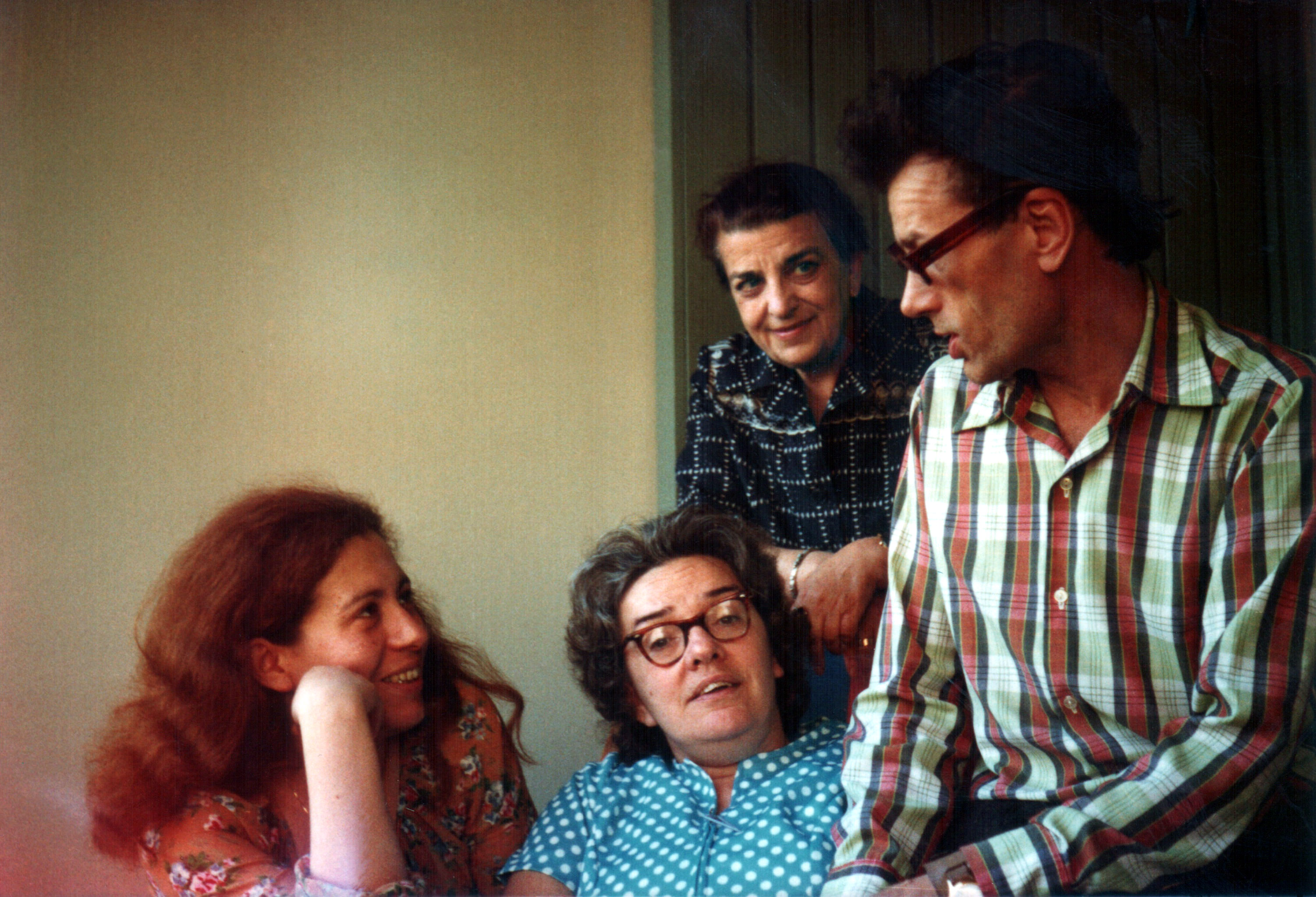
Miembros del Grupo Helsinki de Moscú, entre ellos Yuliya Vishnévskaya, Liudmila Alekséyeva, Dina Kamínskaia y Kronid Lyubarski en Múnich, 1978.

El Grupo Helsinki de Moscú (también conocido bajo el nombre de Moscow Helsinki Watch Group, en ruso: Московская Хельсинкская группа) fue uno de los principales organismos rusos de defensa de los derechos humanos.

## Historia
El Grupo Helsinki de Moscú fue creado en 1976 para vigilar el cumplimiento del Acta final de Helsinki y redactar informes periódicos para las potencias occidentales en caso de no ser respetados los derechos humanos en la Unión Soviética.

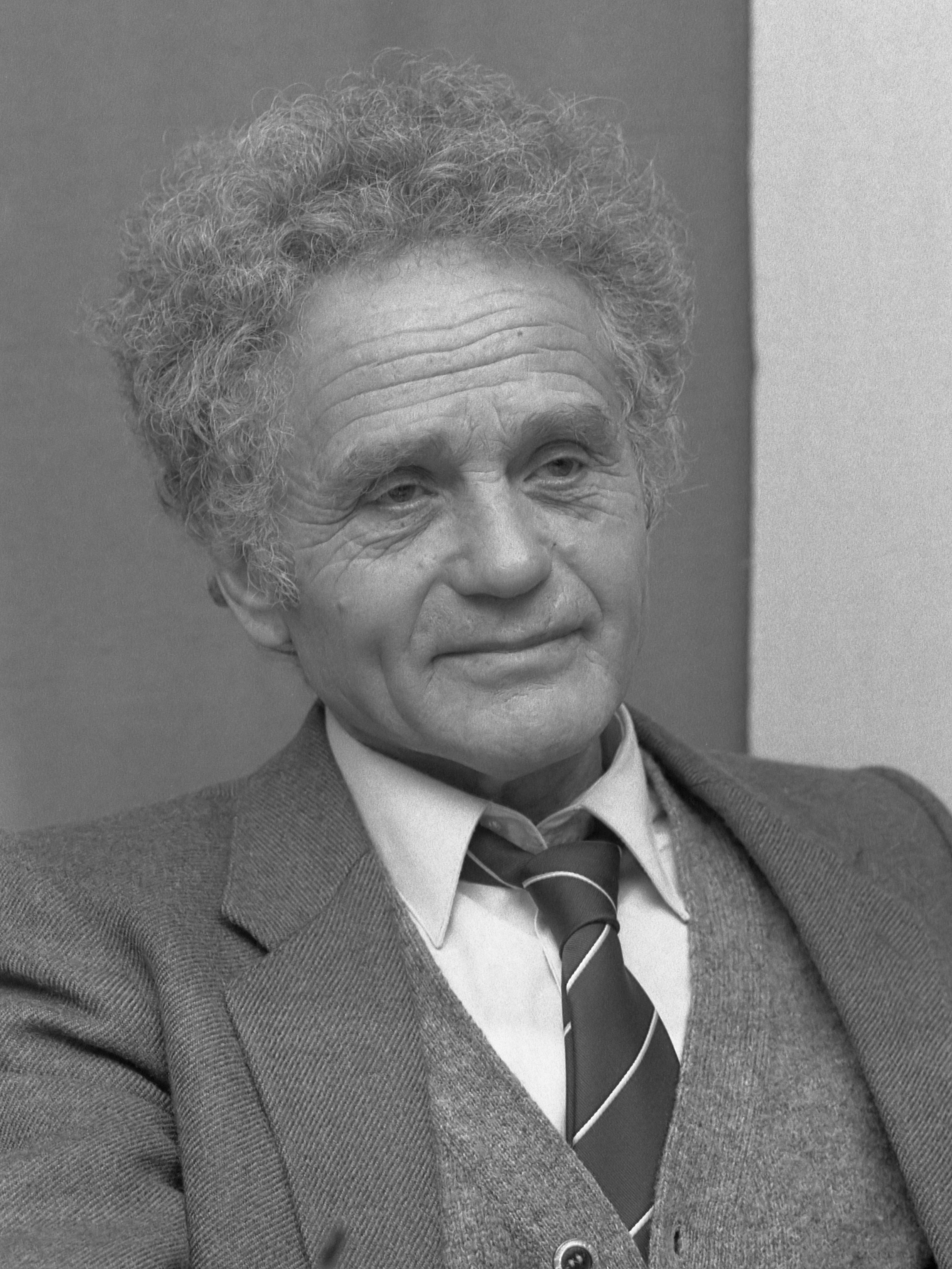
Yuri Orlov, uno de los fundadores del Moscow Helsinki Group (24 de noviembre de 1986).

En la década de 1980, el Grupo Helsinki de Moscú inspiró la formación de grupos similares en otros países del antiguo Pacto de Varsovia, e incluso en los países del grupo de apoyo en Occidente. En otras repúblicas de la Unión Soviética nacieron organizaciones similares; por ejemplo, Helsinki Watch Group se fundó en RSS de Ucrania, RSS de Lituania, RSS de Georgia y RSS de Armenia, así como en Estados Unidos, organización que más adelante recibiría el nombre de Human Rights Watch. 
De iniciativas similares nació en su día en Checoslovaquia la llamada Carta 77. Los grupos de seguimiento del Acta final de Helsinki e inspirados en el Grupo Helsinki de Moscú han formado la Federación Internacional de Helsinki.
El grupo fue relanzado en 1989 y continuó sus trabajos en Rusia.
El 20 de diciembre de 2022, el Ministerio de Justicia de Rusia presentó una orden judicial solicitando la disolución de la organización, acusándola de extender sus actividades fuera de su región. El 25 de enero de 2023, el juez Mijaíl Kazakov ordenó la ejecución de la disolución.